# Съмо
Съмо е каган, управлявал част от източните тюрки като васал на империята Тан през 639 – 644 година.
Той е родственик на Илиг, последния самостоятелен владетел на Източнотюркския каганат, от рода Ашина. Още при управлението на Шиби пътува с дипломатически мисии в Китай, а през 630 година попада в китайски плен, заедно с кагана Илиг, и се установява в областта Ордос. През 639 година император Тан Тайдзун го обявява за каган. Съмо минава на север от Хуанхъ и се опитва да установи властта си над местните тюрки, но не постига успех и се връща в императорския двор.
През 644 година Съмо е тежко ранен по време на войната на Тан срещу Когурьо и умира малко по-късно в столицата Чанан.